# Скаури (Трапани)
Скаури је насеље у Италији у округу Трапани, региону Сицилија.
Према процени из 2011. у насељу је живело 942 становника. Насеље се налази на надморској висини од 161 м.